# Шостак, Ян Дмитриевич
Ян Дмитриевич Шостак (род. 30 мая 2004, Минск) — белорусский хоккеист, вратарь.

## Биография
Воспитанник хоккейной школы «Динамо-Минск». Дебютировал на профессиональном уровне 3 августа 2019 года, выйдя по ходу матча Кубка Салея с «Динамо-Молодечно» в форме сборной Беларуси U18. Тем самым установил рекорд, став самым молодым участником за всю историю турнира (на момент дебюта вратарю было 15 лет и 65 дней). В сентябре 2019 года дебютировал в матче чемпионата Беларуси в высшей лиге. В декабре 2020 года дебютировал в белорусской Экстралиге, отстояв «на ноль» в игре против «Могилева» (дебют случился в 16 лет 6 месяцев и 21 день).
1 апреля 2021 года в составе «Минских зубров», фарм-клуба «Динамо-Минск», стал чемпионом высшей лиги по хоккею.
Сезон-2022/23 начал в команде «Динамо-Шинник», впоследствии перешел в московские «Крылья Советов». За российский клуб вратарь провел 20 матчей и отразил 92,9% бросков.
В сентябре 2023 года перешел в «Линкольн Старз» из главной юниорской лиги США (USHL).
В апреле 2025 года номинирован на звание лучшего игрока сезона-2024/25 USHL. Во втором своем сезоне в USHL Шостак сыграл в 43 матчах (29 побед), на момент оглашения претендентов имел коэффициент надежности 2,40, что являлось лучшим показателем среди всех вратарей USHL и 91,11% процента отраженных бросков.
Старший брат - Константин Шостак, также хоккейный вратарь.